# Lorraine Nature Environnement
 (août 2024).
 (août 2024).
La mise en forme du texte ne suit pas les recommandations de Wikipédia : il faut le « wikifier ».
Les points d'amélioration suivants sont les cas les plus fréquents. Le détail des points à revoir est peut-être précisé sur la page de discussion.
- Les titres sont pré-formatés par le logiciel. Ils ne sont ni en capitales, ni en gras.
- Le texte ne doit pas être écrit en capitales (les noms de famille non plus), ni en gras, ni en italique, ni en « petit »…
- Le gras n'est utilisé que pour surligner le titre de l'article dans l'introduction, une seule fois.
- L'italique est rarement utilisé : mots en langue étrangère, titres d'œuvres, noms de bateaux, etc.
- Les citations ne sont pas en italique mais en corps de texte normal. Elles sont entourées par des guillemets français : « et ».
- Les listes à puces sont à éviter, des paragraphes rédigés étant largement préférés. Les tableaux sont à réserver à la présentation de données structurées (résultats, etc.).
- Les appels de note de bas de page (petits chiffres en exposant, introduits par l'outil «  Source ») sont à placer entre la fin de phrase et le point final[comme ça].
- Les liens internes (vers d'autres articles de Wikipédia) sont à choisir avec parcimonie. Créez des liens vers des articles approfondissant le sujet. Les termes génériques sans rapport avec le sujet sont à éviter, ainsi que les répétitions de liens vers un même terme.
- Les liens externes sont à placer uniquement dans une section « Liens externes », à la fin de l'article. Ces liens sont à choisir avec parcimonie suivant les règles définies. Si un lien sert de source à l'article, son insertion dans le texte est à faire par les notes de bas de page.
- La présentation des références doit suivre les conventions bibliographiques. Il est recommandé d'utiliser les modèles {{Ouvrage}}, {{Chapitre}}, {{Article}}, {{Lien web}} et/ou {{Bibliographie}}. Le mode d'édition visuel peut mettre en forme automatiquement les références.
- Insérer une infobox (cadre d'informations à droite) n'est pas obligatoire pour parachever la mise en page.

Pour une aide détaillée, merci de consulter Aide:Wikification.
Si vous pensez que ces points ont été résolus, vous pouvez retirer ce bandeau et améliorer la mise en forme d'un autre article.
Lorraine Nature Environnement (LNE), est une Fédération Lorraine d'associations de protection de la nature et de l’environnement, créée en 1993.
Échelon lorrain de France Nature Environnement, Lorraine Nature Environnement (LNE) met en réseau les Associations de Protection de la Nature et de l’Environnement (APNE) et leurs adhérents. Elle contribue à améliorer leurs interventions sur l’ensemble du territoire lorrain, en les incitant à se regrouper, partager leur expérience et mutualiser leurs moyens.
Dans le cadre du redécoupage régional de 2016, et de la création de la région du Grand Est, elle a rejoint la confédération France Nature Environnement Grand Est.

## Nature

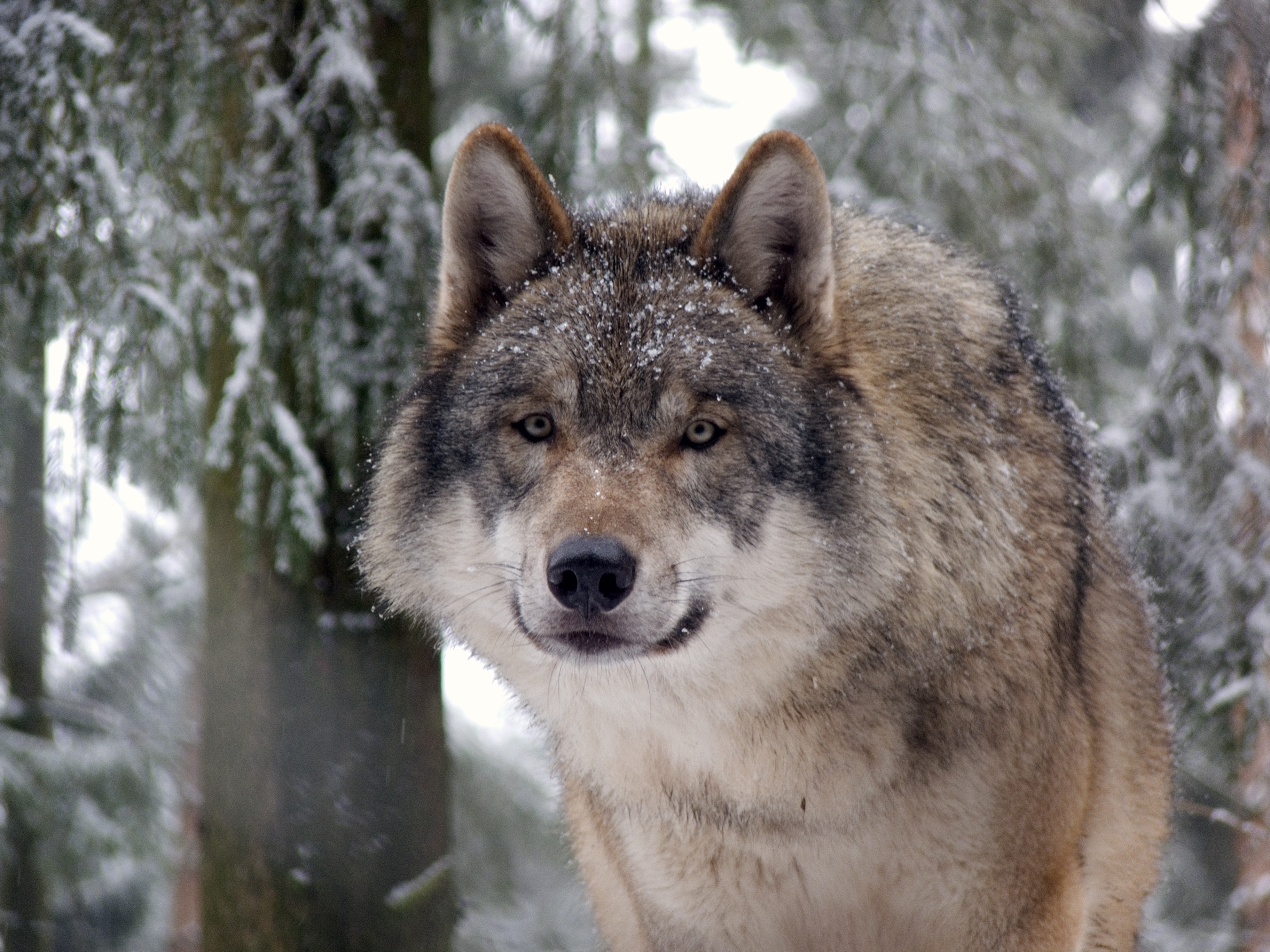
Le loup gris, de retour en Lorraine depuis 2011.

Le Saulnois présente des mares salées remarquables, uniques en France continentale, où poussent des plantes halophiles telles que la salicorne.

### Conservatoire des Sites Lorrains

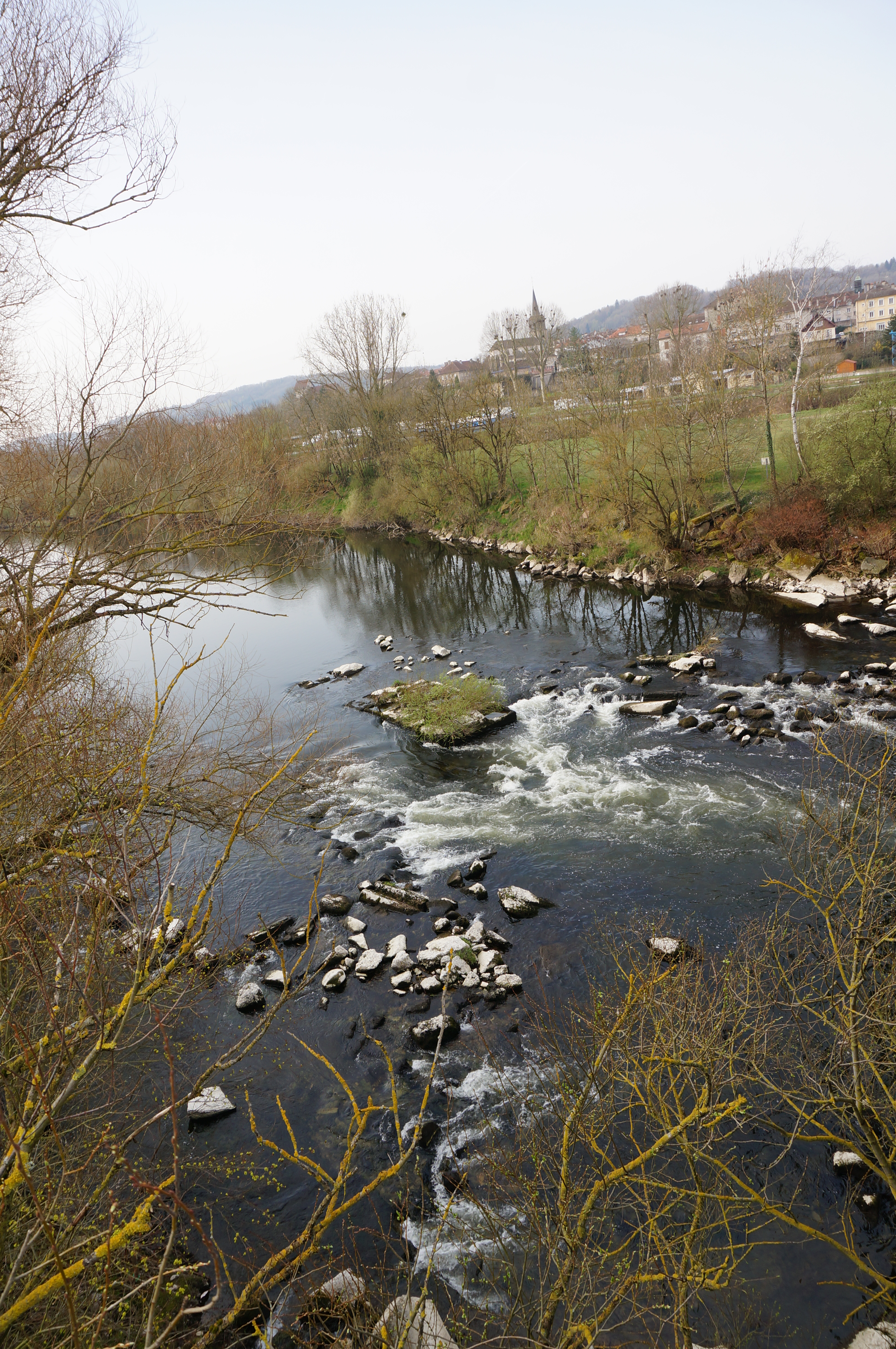
La Moselle à Charmes.

Le Conservatoire des Sites Lorrains gère 180 sites, représentant une surface de 4 000 ha[réf. non conforme]. Les réserves naturelles régionales gérées par le Conservatoire des Sites Lorrains sont :
- l'étang d'Amel ;
- la Moselle Sauvage ;
- la Côte de Delme ;
- la zone humide du moulin de Velving et Téterchen ;
- l'étang de Lachaussée ;

et les réserves naturelles nationales en Lorraine sont :
- Montenach ;
- Tanet Gazon du Faing.

### Activités naturalistes
Meuse Nature Environnement, association membre de Lorraine Nature Environnement, a mis en place des fiches thématiques pour répondre aux questions des éleveurs sur le retour du loup, dans la perspective d'une cohabitation entre le grand prédateur et l'homme. Cette association reçoit une subvention de la région du Grand Est au titre de l' « initiation et l’éducation à l’environnement auprès des jeunes ».

### L'eau
Lorraine Nature environnement travaille en étroite collaboration avec l'agence de l'eau Rhin-Meuse.
Le président de Vosges Nature Environnement explique la façon dont le coton asiatique pollue les rivières des Vosges. La même association informe la population de la façon, selon elle peu amène, dont l'eau de la nappe phréatique est exploitée à des fins commerciales à Vittel,.

## Environnement

### Chimie
Le lanceur d'alerte qui a révélé les « supposés déversements illégaux d’acide » à Florange n'a toujours pas retrouvé de travail.

### Énergie

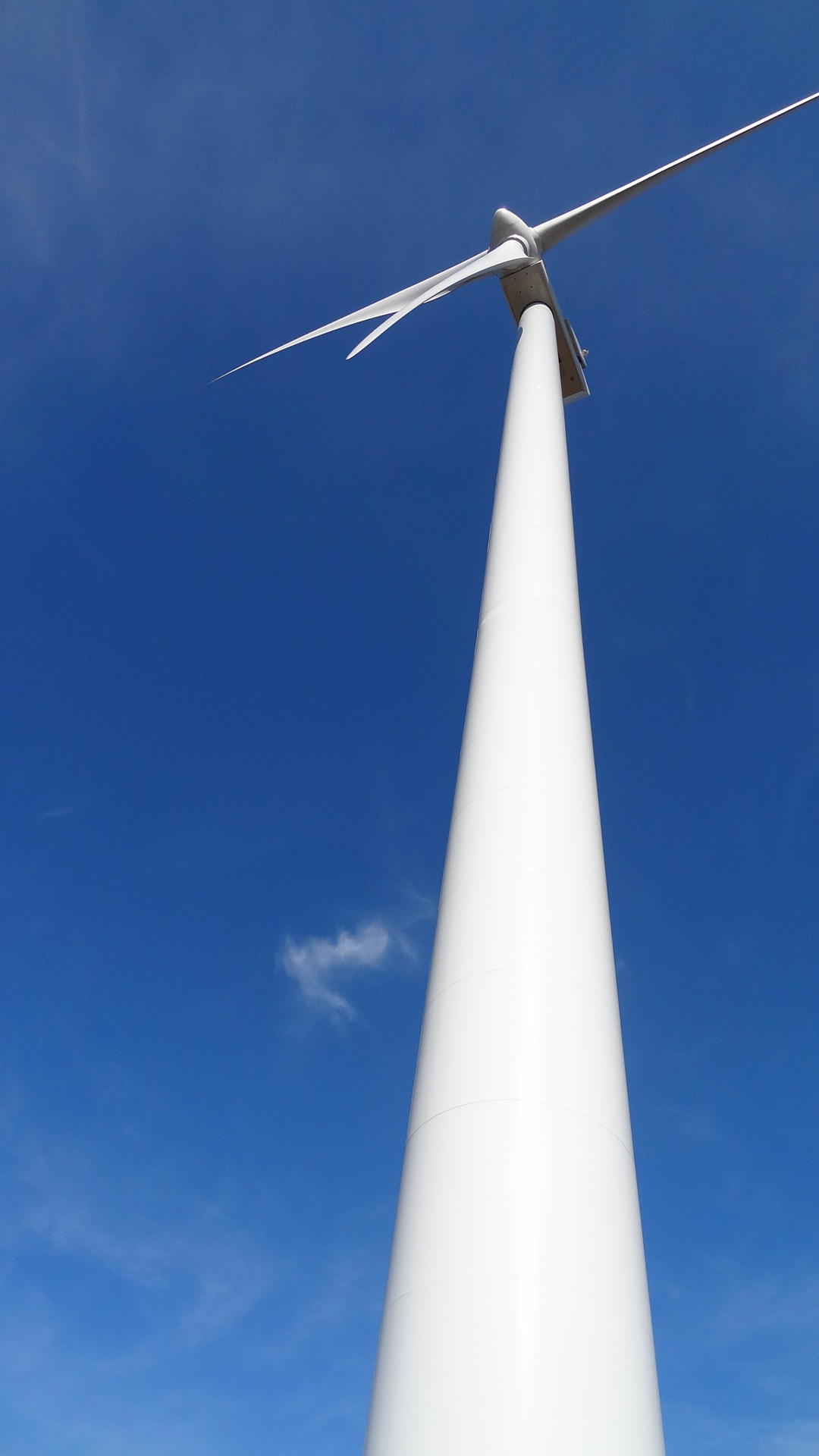
Parcs éoliens des Deux Rivières en Meurthe-et-Moselle.

L'énergie permet de satisfaire les besoins humains qui appartiennent aux trois grandes catégories que sont la chaleur, la mobilité et les usages couverts spécifiquement par l'électricité, comme nous l'apprend l'association négaWatt. En fait, énergie et effet de serre sont intimement liés. La concentration de CO2 dans l’atmosphère vient de franchir le cap de 410 ppm, seuil jamais atteint depuis des millions d’années, alors qu'il faudrait rester en dessous de 350 ppm selon l'association 350.org.
Lorraine Nature Environnement est présent au sein du bureau d’ATMO Grand Est, dont les premières études en matière d'énergie dans le Grand Est devraient être très prochainement publiées. L'énergie éolienne est assez bien développée en Lorraine, et Lorraine Nature Environnement ne s'oppose pas a priori au développement de l'énergie éolienne, même si elle ne délivre pas de blanc-seing. Le Parc Éolien du « Haut des Ailes », implanté entre Sarrebourg et Lunéville est exemplaire, car il a été financé à hauteur de 10 % par des particuliers. Accepté par la population, sa réalisation a été très rapide. Il alimente en énergie électrique quarante mille personnes. Il constitue d'ailleurs une étape de la « route lorraine des énergies renouvelables ». Alors que les coopératives citoyennes d'énergie bénéficient généralement de l'approbation du public, l'éolien « industriel » fait parfois l'objet d'un rejet, peu apprécié de la part des autorités,.
Début 2018, les lanceurs d'alerte de Greenpeace qui s'étaient introduits dans la centrale nucléaire de Cattenom ont été sévèrement condamnés, ce qui marque un changement en matière de justice. Selon les mots du procureur de la République, « la désobéissance civile, […] ça crée de la tension supplémentaire, dans le contexte du terrorisme ».

#### Cigéo

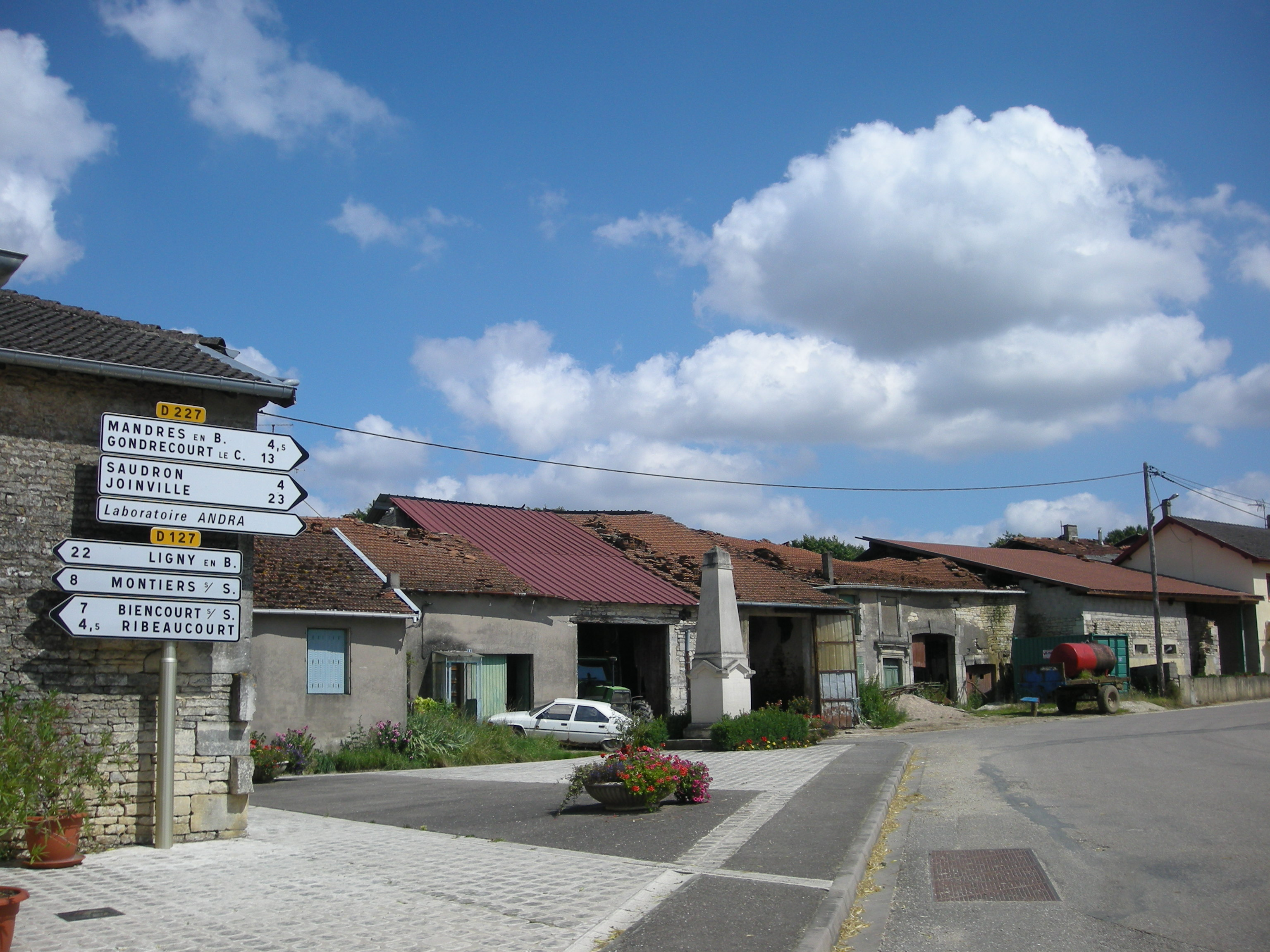
Commune de Bure.

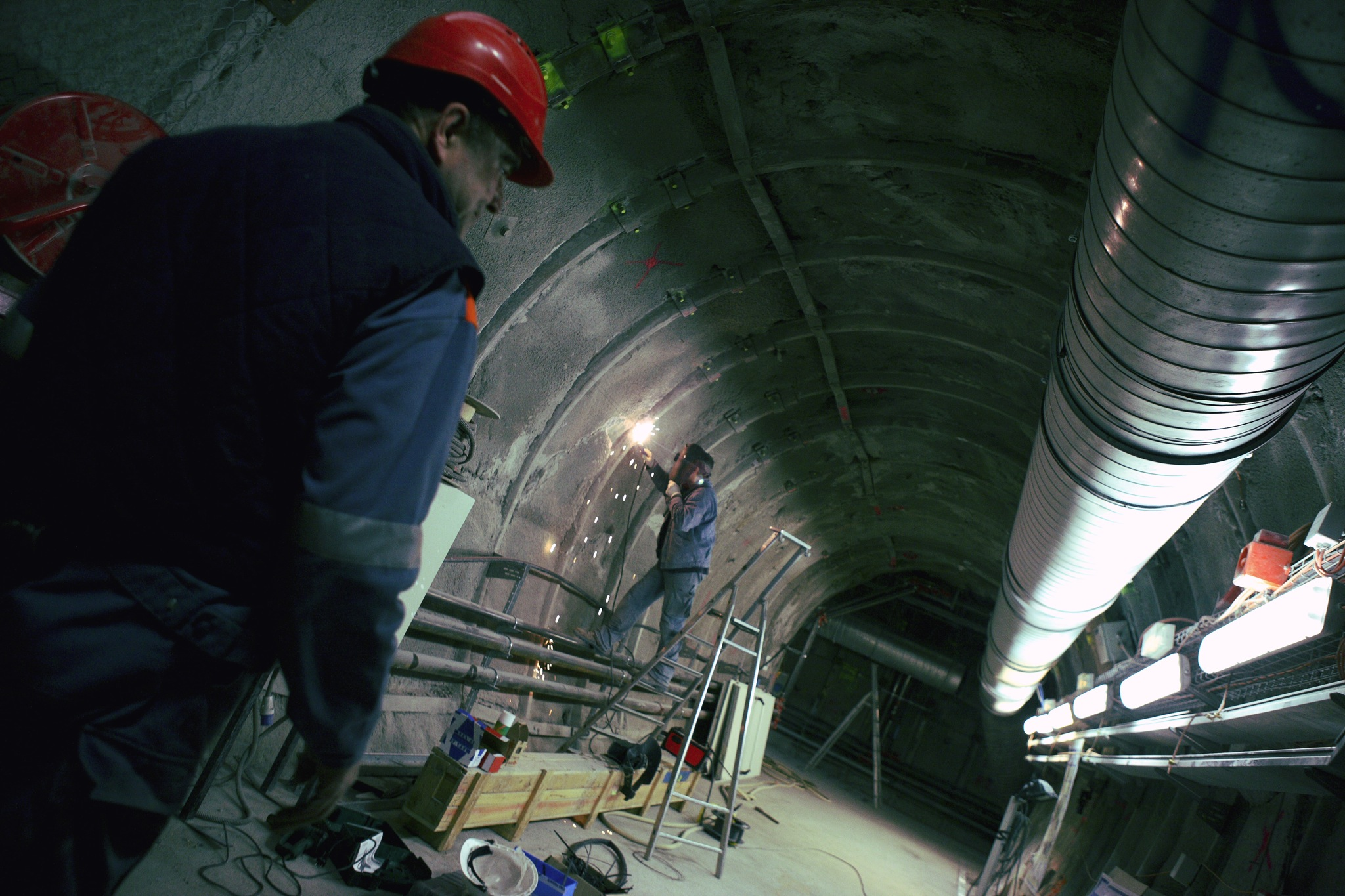
Galerie du laboratoire de Bure.

Cigéo constitue le grand dossier suivi par la fédération lorraine ,,. L'association, épaulée par sa confédération régionale, craint que le Grand Est ne devienne la « poubelle nucléaire » de la France,, en particulier dans le cadre du projet Cigéo. Selon l'historien des sciences Leny Patinaux, l’« impossibilité épistémique d’apporter une preuve de la sûreté d’un stockage est reconnue par l’ANDRA », l'adjectif épistémique se rapportant à la connaissance scientifique actuelle.
En effet, les associations locales et régionales entendent empêcher la transformation du Grand Est en « poubelle nucléaire » de la France,,,. Lorraine Nature Environnement pensait retarder l'avancement du projet Cigéo en raison du potentiel géothermique que recèlerait le sous-sol de Bure. L’argument n'a pas été retenu par la justice, qui n'a pas reconnu son intérêt à agir et a considéré que la communication de l'ANDRA à ce sujet était conforme à la réalité. De même, le « coût objectif » de l'enfouissement établi  à 25 milliards d'euros par Ségolène Royal, alors ministre de l'environnement, n'est pas remis en cause puisque le Conseil d'État  rejette le 11 avril 2018 la demande d'annulation du décret en question présentée par LNE et d'autres associations anti-nucléaires.
En juillet 2017, l'institut de radioprotection et de sûreté nucléaire effectue une analyse, à la demande de l'Autorité de sûreté nucléaire. Il met en exergue un risque d’emballement thermique en cas d’incendie des déchets bitumineux,, ce qui aurait pour conséquence un important rejet de radioactivité dans l’environnement. France Nature Environnement et Lorraine Nature Environnement appellent de leurs vœux un débat environnemental plus apaisé,,, dans le cadre d'un dialogue constructif. Selon Reporterre, l'outil juridique qu'offre l'association de malfaiteurs est utilisé pour mieux museler les opposants,,. Cependant qu'une centaine de gendarmes mobiles stationnent en permanence dans le secteur de Bure, la surveillance des « réseaux radicaux » dans les environs est effectuée par la sous-direction de l'anticipation opérationnelle car l'opposition au projet prend une forme de plus en plus violente (dégradations de bâtiments privés, et publics, tentatives d’intimidation d’élus et de journalistes). En juin 2018 ont lieu plusieurs arrestations, dont le but selon Reporterre, serait de constituer un dossier d’association de malfaiteurs contre des militants. Parmi les personnes arrêtées figure l'avocat de ces militants dont l'ordinateur portable est saisi et qui est libéré au bout de plusieurs heures de garde à vue. En novembre 2018 le pourvoi de cinq militants contre les mesures d'interdiction de séjour en Meuse les frappant est rejeté par la Cour de cassation.
Mis à part la décharge souterraine d'Herfa-Neurode, qui semble être gérée dans de bonnes conditions, les autres décharges souterraines, notamment StocaMine, ne laissent pas d'être source d'inquiétude. Le précédent que constituerait StocaMine en matière d'absence de réversibilité du stockage, serait de très mauvais augure pour le projet Cigéo. Aussi la question de l'intégrité d'un stockage profond sur des centaines de milliers d’années se pose-t-elle avec acuité,. Pour  Bernard Laponche, l'enfouissement des déchets nucléaires à grande profondeur constitue la « pire des solutions » et il préconise la solution provisoire du stockage souterrain à environ 50 mètres de profondeur qui permettrait de poursuivre les recherches sur la transmutation. Barbara Pompili, rapporteuse en 2018 d’une commission d'enquête parlementaire sur l'état du nucléaire en France, met en exergue, dans le cas de Cigéo, « l’impossibilité de prouver la sûreté à long terme ».
Saisi par des associations nationales (Greenpeace, Sortir du nucléaire, Attac, Confédération paysanne) et locales (Meuse Nature Environnement, Coordination nationale des collectifs contre l'enfouissement des déchets radioactifs) d’une question prioritaire de constitutionnalité sur la conformité de la loi de 2016 à la Constitution, le Conseil constitutionnel confirme le 27 octobre 2023 que les dispositions sur la réversibilité du stockage ne méconnaissent pas les exigences de l’article 1er de la Charte de l’environnement et sont donc conformes à la Constitution.

### Transports
Le gouvernement[Lequel ?] entend privilégier les transports du quotidien, et un certain nombre de projets, parmi lesquels figure l'autoroute A31 bis, ne sont plus à l'ordre du jour, mais le rapport sur les infrastructures de transport préconise de procéder à l'élargissement de l'autoroute.